# Çavdarlılar, Aksaray
Çavdarlılar là một xã thuộc huyện Aksaray, tỉnh Aksaray, Thổ Nhĩ Kỳ. Dân số thời điểm năm 2010 là 652 người.